# ويليام بالمر
ويليام بالمر (بالإنجليزية: William Palmer)‏ (و. 1811 – 1879 م) هو عالم عقيدة، من المملكة المتحدة، توفي في روما، عن عمر يناهز 68 عاماً.